# Romaine Brooks
Beatrice Romaine Goddard, conocida como Romaine Goddard Brooks (Roma, 1 de mayo de 1874-Niza, 7 de diciembre de 1970) fue una pintora estadounidense.

## Biografía
Nació en el seno de una familia rica pero inestable. Su padre abandonó a su familia cuando ella era un bebé, algo que marcó el devenir familiar. Su madre se dedicó al cuidado del hijo mayor, que tenía graves problemas mentales, en detrimento de sus otros dos hijos. Brooks fue enviada a estudiar a St. Mary’s Hall (actualmente llamado Doane Academy), un colegio episcopal situado en Burlington, Nueva Jersey. 
En 1893 se mudó a París con el consentimiento de su madre. Tomó lecciones de canto y, por un tiempo, actuó en diversos cabarets. Brooks se quedó embarazada de una niña y cuando su hija nació, la dejó en un convento para iniciar su carrera artística en Roma en 1897. Formándose en pintura, conoció a artistas e intelectuales de renombre con los cuales interactuó en Capri, París y la Riviera francesa.
En 1902 murió su madre debido a la diabetes que padecía. Con la muerte de su madre heredó una considerable fortuna. Esto le permitió vivir más a su gusto, de modo que se trasladó a Capri, para estar una temporada en una colonia de artistas, donde se casó con el pianista John Ellingham Brooks en 1904. El matrimonio fue un desastre y se rompió en un año aproximadamente. Tras el divorcio, Beatrice cambió totalmente su aspecto físico, se cortó el pelo y comenzó a vestir como un hombre, y aprovechó para trasladarse nuevamente a París, donde estableció su residencia en 1905.

## Carrera artística
Estudió pintura en Italia y más tarde, en París, sentó las bases de nuevos círculos literarios, artísticos y homosexuales. Su reputación alcanzó el máximo auge en 1925, con varias exposiciones artísticas importantes.
Sus retratos sombreados con muy poco color, exudan las personalidades de sus modelos a un grado inquietante. Su obra más importante es quizá Miss Natalie Barney, "L'Amazone", que es el retrato que le hizo a su amante Natalie Clifford Barney en 1920.